# Pedro Ken
Pedro Ken Morimoto Moreira (Curitiba, 20 marzo 1987) è un ex calciatore brasiliano, di ruolo centrocampista.

## Palmarès

### Club

#### Competizioni statali
- Campionato Paranaense: 1

Coritiba: 2008